# Adoração dos Reis Magos (Dürer)
A Adoração dos Reis Magos é uma pintura de painel de Albrecht Dürer (1471-1528), produzida sob encomenda por Frederico, o Sábio, para o altar da Igreja do Castelo de Vitemberga em Wittenberg. É considerada uma das melhores e mais importantes obras de Dürer do período entre sua primeira e segunda viagem à Itália (1494-5 e 1505).
A obra é modesta em tamanho, pouco mais de um metro de largura, mas é de grande importância na obra de Dürer e na história da arte. Antes da produção desta obra, as realizações de Dürer residiam em grande parte em sua carreira de gravura, ou em seus autorretratos.
Este trabalho é especialmente crucial em sua distinção da diferença de Dürer, pois ele combina um equilíbrio fino de convenções do Renascimento nórdico e a Renascença italiana na obra. Heinrich Wölfflin referiu-se à obra como "a primeira pintura completamente lúcida na história da arte alemã.